# Bailter Space
Bailter Space (également connu comme Bailterspace) est un groupe néo-zélandais de noise rock atmosphérique, originaire de Christchurch. Ses membres étaient Alister Parker (guitare, basse), John Halvorsen (basse, guitare), et Brent McLachlan (batterie/percussions, samples). 

## Biographie
Nelsh Bailter Space est formé par Parker et l'ex-batteur des Clean Hamish Kilgour en 1987, initialement avec Glenda Bills aux claviers, et Ross Humphries (aussi de The Terminals, et anciennement de The Pin Group), qu'ils abrègent ensuite en Bailter Space,. Après deux singles, Bills et Humphreys partent, et Halvorsen se joint à la basse, cette formation enregistrant ensuite l'album Tanker et le single Grader Spader, produits par Brent McLachlan. Le groupe traverse les États-Unis pour jouer au New Music Seminar en 1989, et à leur retour, Kilgour opte pour reste ici avec sa nouvelle épouse et de former un nouveau groupe, Mad Scene. Parker et Halvorsen recrutent Mclachlan comme batteur, recréant la formation originale de Gordon. Cette formation enregistre l'album Thermos en 1989.
Après avoir réalisé sept albums et de nombreux EP/singles, et une compilation de leurs meilleurs titre, Balter Space reconnut que le groupe est en hiatus en 2007. Il se reforme et sort deux albums en 2012 et 2013 (Strobosphere et Trinine).

## Discographie

### Albums studio
- 1988 : Tanker (réédité chez Matador Records avec Nelsh EP sur un seul CD, 1995)
- 1990 : Thermos
- 1993 : Robot World (Matador/ Flying Nun)
- 1994 : Vortura
- 1995 : Wammo
- 1997 : Capsul
- 1999 : Solar.3
- 2004 : Bailterspace
- 2012 : Strobosphere
- 2013 : Trinine

### EP et singles
- 1987 : New Man b/w In A City Wardrobe" 7 (1 de Nelsh Bailter Space
- 1987 : Nelsh Bailter Space 12"
- 1988 : Grader Spader 12"
- 1991 : Shine" b/w "The Unseen" 7
- 1992 : The Aim" b/w "We Know" 7
- 1992 : The Aim (CD EP)
- 1994 : B.E.I.P. (CD EP)
- 1995 : Splat" b/w "At Five" & "Fascination" 7
- 1995 : Retro CD EP
- 1997 : Capsule" b/w "Argonaut 7"
- 1998 : Photon (CD EP/ mini album)